# Мартинес, Хорхе Андрес
Хорхе Андрес Мартинес Барриос (исп. Jorge Andrés Martínez Barrios; род. 5 апреля 1983[…], Монтевидео) — уругвайский футболист, игравший на позиции полузащитника.

## Карьера
Мартинес начал карьеру в клубе «Монтевидео Уондерерс», где он играл с 2000 по 2006 год. В родном клубе Мартинес выиграл Второй дивизион Уругвая 2000, а также Лигилью 2001.
Затем футболист перешёл в «Насьональ», где провёл полтора года. За это время футболист стал чемпионом Уругвая сезона 2005/06 и принял участие в Кубке Либертадорес и Южноамериканском кубке.
С августа 2007 года выступает в итальянской «Катании». В своём нынешнем клубе уругваец является ключевым игроком в середине поля.
В 2003 году дебютировал в сборной Уругвая в товарищеском матче против сборной Южной Кореи. Принял участие в Кубке Америки 2004 года (провёл на турнире 1 матч против Колумбии). В том же году провёл 4 матча за Олимпийскую сборную, был капитаном команды. В 2007—2008 гг. не призывался в сборную, однако с марта 2009 года вновь стал игроком «Селесте». Участию в стыковых матчах к ЧМ-2010 сборной Уругвая против Коста-Рики игроку помешала травма.
1 июля 2010 года Мартинес перешёл в туринский «Ювентус», подписав контракт на 5 лет; сумма трансфера составила 12 млн евро. «Ювентус» Мартинес предпочёл римскому «Лацио», с которым имел предварительное соглашение. Причиной этого стала большая престижность туринской команды. В первом туре чемпионата Италии в составе «Юве» Мартинес получил растяжение связок левого колена и выбыл из строя на месяц.
29 августа 2011 года было объявлено о переходе Мартинеса из «Ювентуса» в «Чезену» на правах аренды. В сезоне 2011/2012 сыграл в 14 матчах — 13 в Серии А и один в Кубке Италии.
Сезон 2012/13 начал в составе «Клужа». На 6 декабря 2012 года в составе румынского клуба на поле не выходил.

## Достижения
- Чемпион Уругвая: 2006/07
- Чемпион Уругвая во Втором дивизионе: 2000
- Победитель Лигильи Уругвая: 2001